# Charkvaror

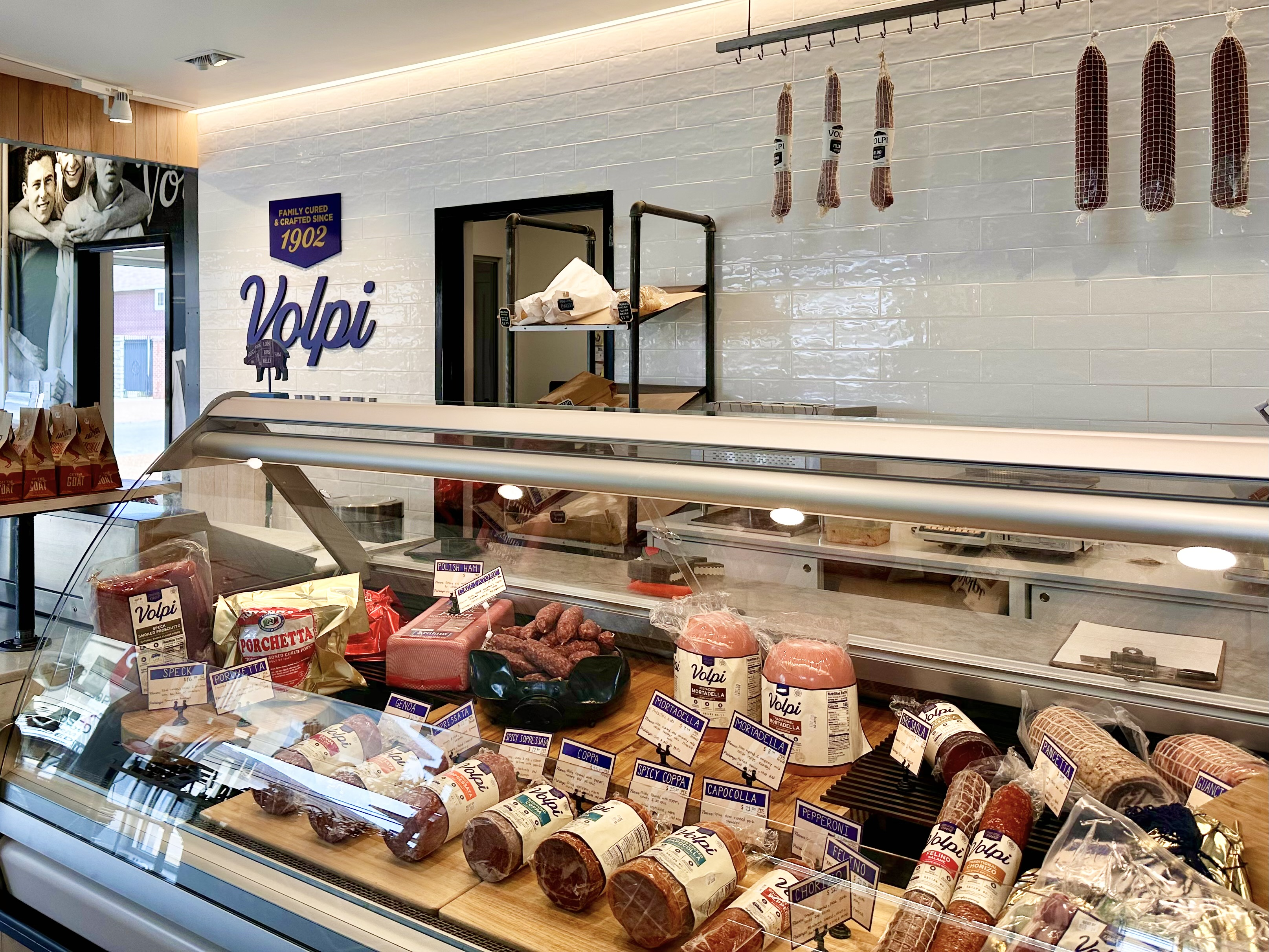

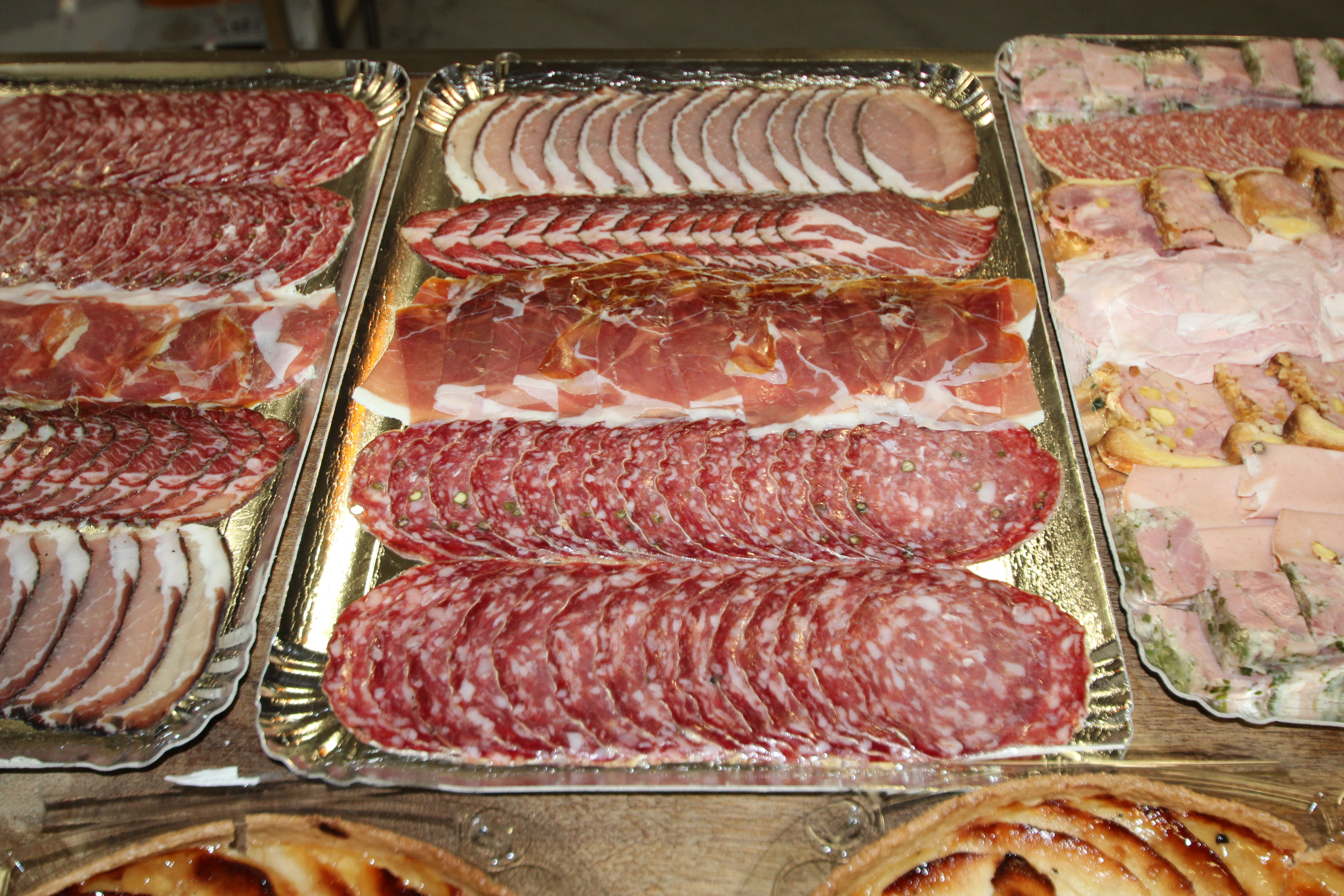

Charkuterivaror eller charkvaror, från franska charcuterie, chair cuite; "kokt kött", är livsmedel baserade på kött som på ett eller annat sätt behandlats. Butiker som är specialiserade på charkuterivaror betecknas charkuterier.
Köttprodukter används synonymt med charkprodukter: Bearbetade produkter som framställs genom bearbetning av kött eller genom vidare bearbetning av sådana bearbetade produkter och vars snittyta visar att produkten inte längre har karaktären av färskt kött.
Cirka 50 procent av allt kött är charkuterivaror. Det finns två typer av charkvaror: oblandade och blandade. Exempel på oblandade charkuterivaror är bacon, kassler och köttfärs. Exempel på blandade charkuterivaror är korv, leverpastej, blodpudding och sylta.
Charkuterivaror brukar vara kylvaror.
Ordet "cuite" i det sammansatta ordet "chaircuite", bör helst översättas med det svenska "tillagat" eller "berett" och syftar alltså inte endast till kokning som beredningsmetod. Därigenom innefattas även bland annat gravning, insaltning och syrning i tillagningsmetoden.